# Decha
« Goba (woreda, Keffa) » redirige ici. Pour les autres significations, voir Goba (homonymie).
Decha est un woreda de la zone Keffa de la région Éthiopie du Sud-Ouest. Ce district a 128 887 habitants en 2007 et son centre administratif est Chiri. Sa partie méridionale se détache au début des années 2020 pour former le woreda Goba.

## Géographie
Le centre administratif, Chiri, se trouve dans la partie nord du district, une vingtaine de kilomètres au sud de la capitale régionale Bonga et à près de 2 000 m d'altitude.
| Chena          | Gimbo Bonga | Menjiwo    |
| Meinit Goldeya | Decha       | Telo Cheta |
| Meinit Shasha  | Selamago    | Konta      |

Le district s'étend initialement vers le sud jusqu'à l'Omo qui le sépare de la zone Debub Omo de la région des nations, nationalités et peuples du Sud mais, depuis le détachement de Goba, c'est ce dernier qui côtoie le parc national de l'Omo et la zone Debub Omo. D'autre part, Goba devient limitrophe de l'Éthiopie du Sud en 2023 du fait de la dissolution de la région des nations, nationalités et peuples du Sud.
Outre l'Omo lui-même, le district est bordé par deux de ses affluents en rive droite : la rivière Denchya qui le sépare de la zone Konta et la rivière Dalcha qui le sépare de la zone Mirab Omo.

## Histoire
Decha tient son nom d'une province de l'ancien royaume de Kaffa annexé par l'Éthiopie à la fin du XIXe siècle.
Au XXe siècle le district fait partie de l'awraja Kefa de la province homonyme.
Il se rattache à la zone Keffa de la région des nations, nationalités et peuples du Sud lors de la réorganisation du pays en régions en 1995.
En 2021, toute la zone Keffa se rattache à la nouvelle région Éthiopie du Sud-Ouest.
Goba se détache de Decha sans doute au même moment ou peu après.

## Démographie
D'après le recensement national de 2007 réalisé par l'Agence centrale de la statistique (Éthiopie), le district d'origine compte 128 887 habitants dont 4 % de citadins qui sont les 5 460 habitants de Chiri.
La majorité des habitants du district (64 %) sont orthodoxes, 16 % sont protestants, 14 % sont de religions traditionnelles africaines, 3,5 % sont catholiques et 2 % sont musulmans.
En 2022, la population est estimée sur le même périmètre à 175 261 personnes avec une densité de population de 59 personnes par km2 et 2 959 km2 de superficie,.
Entre-temps toutefois, au début des années 2020, le détachement de Goba réduit le territoire de Decha à 1 075 km2 de superficie.